# Cancan Media
Cancan Media este o companie din România care deține tabloidul Cancan și revistele Ciao! și Spy.